# Mychajliwka (rejon jarmoliński)
Mychajliwka (ukr. Михайлівка, pol. hist. Michałpol) – wieś na Ukrainie, w obwodzie chmielnickim, w rejonie jarmolińskim.

## Historia

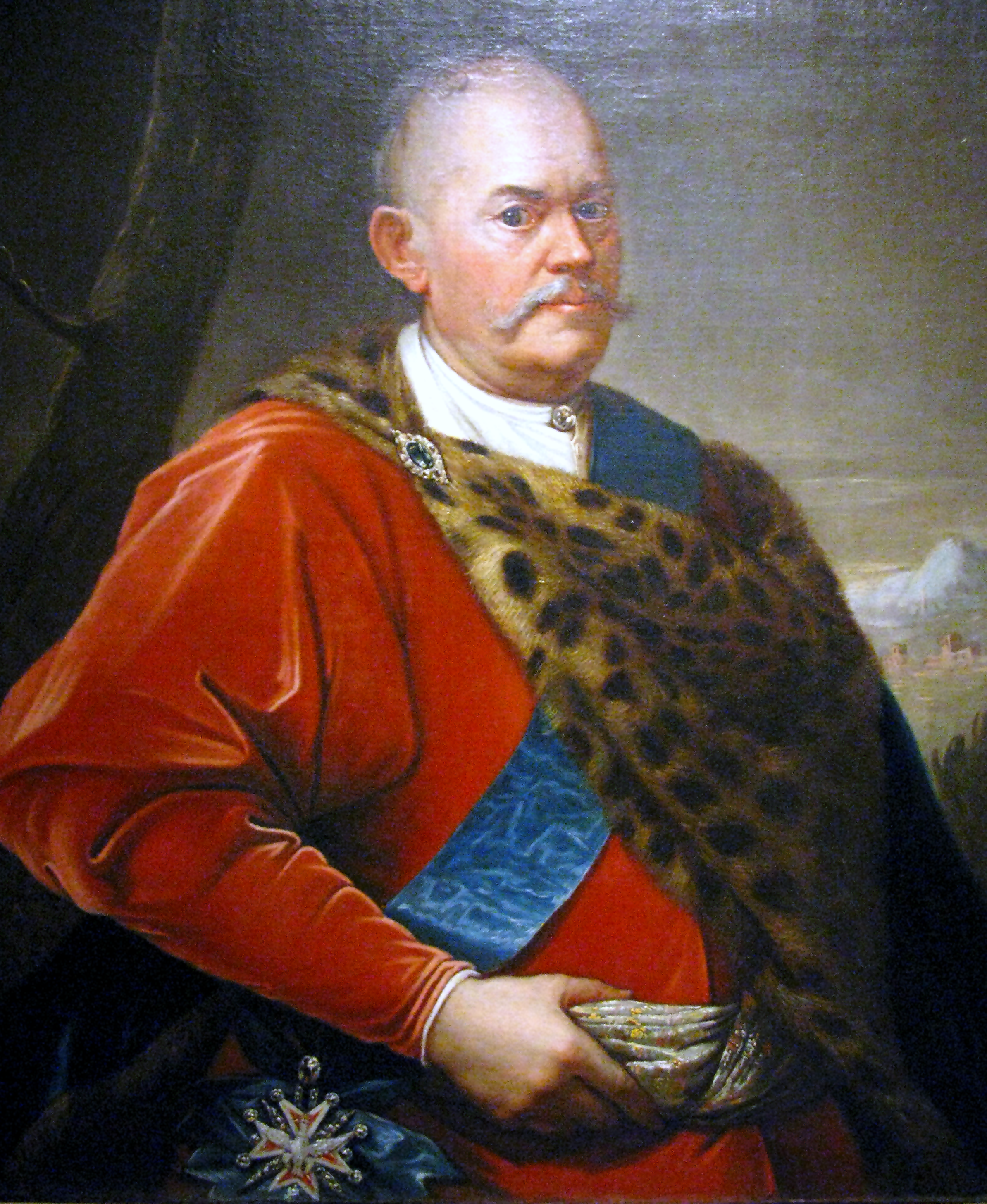
M. Rzewuski

Miejscowość założona przez pisarza koronnego Michała Rzewuskiego lub znacznie wcześniej przez podkomorzego koronnego Stanisława Stanisławskiego. W 1776 roku w posiadaniu Kazimierza Rzewuskiego.
Istniał tu kościół katolicki pod wezwaniem św. Kiliana z 1824 roku z fundacji Teodora Wisłockiego i jego syna Wawrzyńca Wisłockiego, konsekrowany przez biskupa Mackiewicza w 1837.
Podczas okupacji hitlerowskiej, w listopadzie 1941 Niemcy utworzyli getto dla żydowskich mieszkańców. Przebywało w nim około 200 osób. W październiku 1942 Niemcy zlikwidowali getto, a Żydów wywieźli do getta w Jarmolińcach, tam ich zamordowali. 